# Iota Ophiuchi
Iota Ophiuchi (25 Ophiuchi) é uma estrela na direção da constelação de Ophiuchus. Possui uma ascensão reta de 16h 54m 00.50s e uma declinação de +10° 09′ 55.6″. Sua magnitude aparente é igual a 4.39. Considerando sua distância de 234 anos-luz em relação à Terra, sua magnitude absoluta é igual a 0.11. Pertence à classe espectral B8V.